# Potries
Potries (spanisch Potríes) ist eine spanische Gemeinde (Municipio) mit 1.104 Einwohnern (Stand: 2024) in der Valencianischen Gemeinschaft, in der Comarca La Safor.

## Lage
Potries liegt nahe der Costa del Azahar (Mittelmeerküste) in einer Höhe von ca. 10 m am Río Serpis. Die Provinzhauptstadt Valencia liegt etwa 80 Kilometer in nordnordwestlicher Richtung. 

## Geschichte
| Jahr      | 1900 | 1930  | 1950  | 1960  | 1970  | 1981 | 1991 | 2001 | 2011  | 2021  |
| --------- | ---- | ----- | ----- | ----- | ----- | ---- | ---- | ---- | ----- | ----- |
| Einwohner | 834  | 1.078 | 1.042 | 1.112 | 1.049 | 971  | 976  | 929  | 1.026 | 1.065 |

## Kultur und Sehenswürdigkeiten
- Johanneskirche (Església dels Sants Joans)
- Christuskapelle (Ermita del Crist)

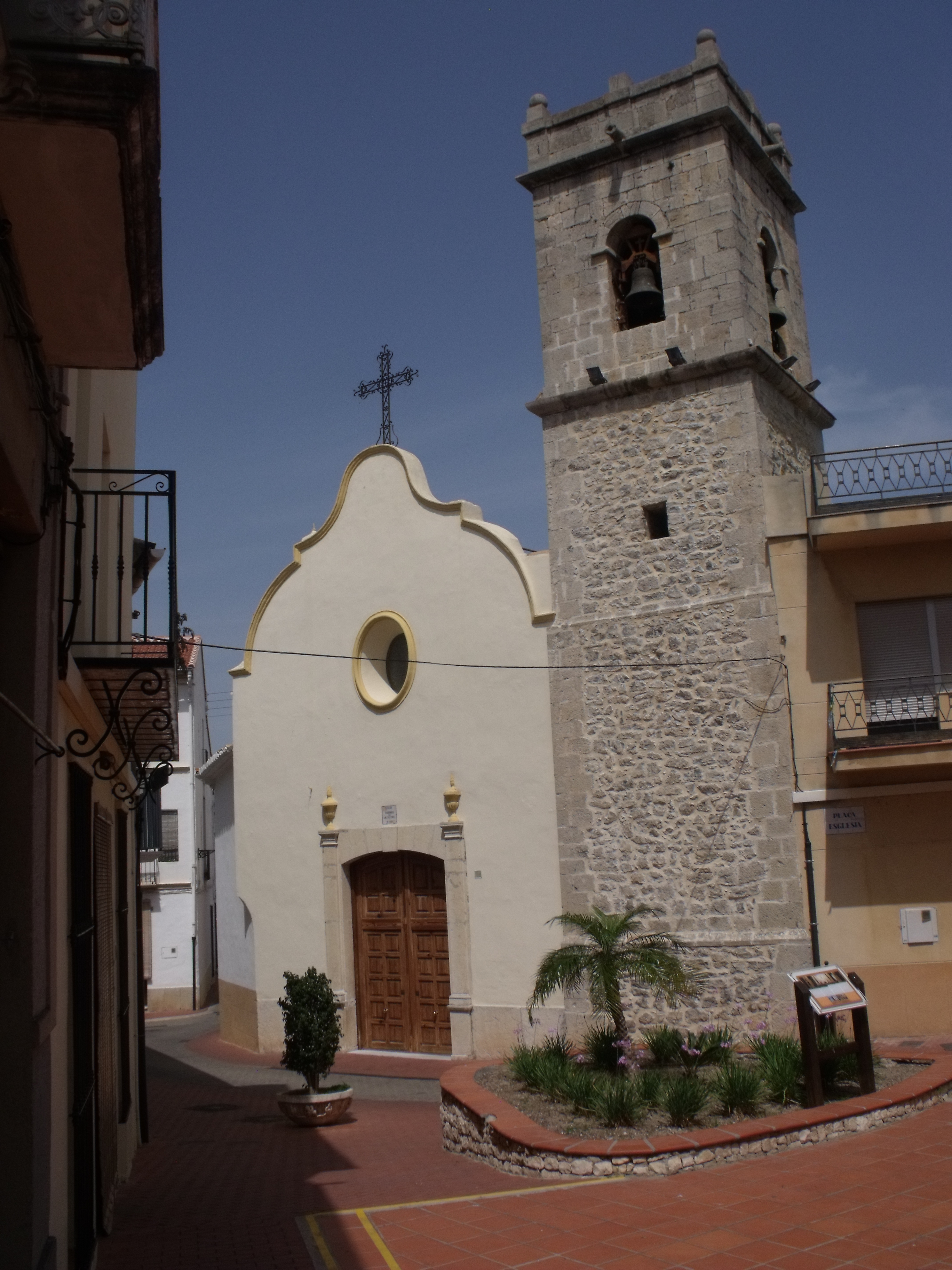
Johanneskirche
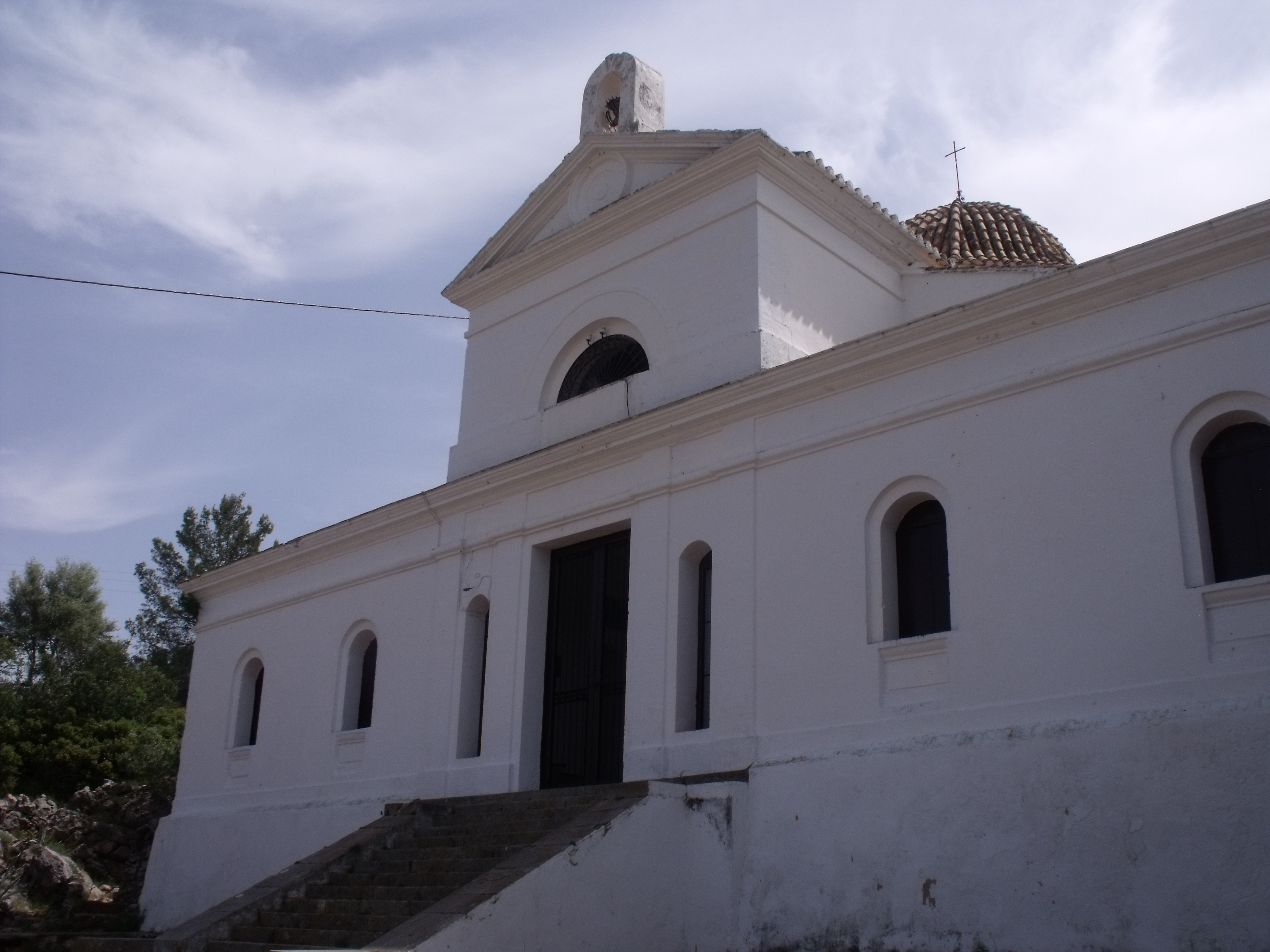
Christuskapelle
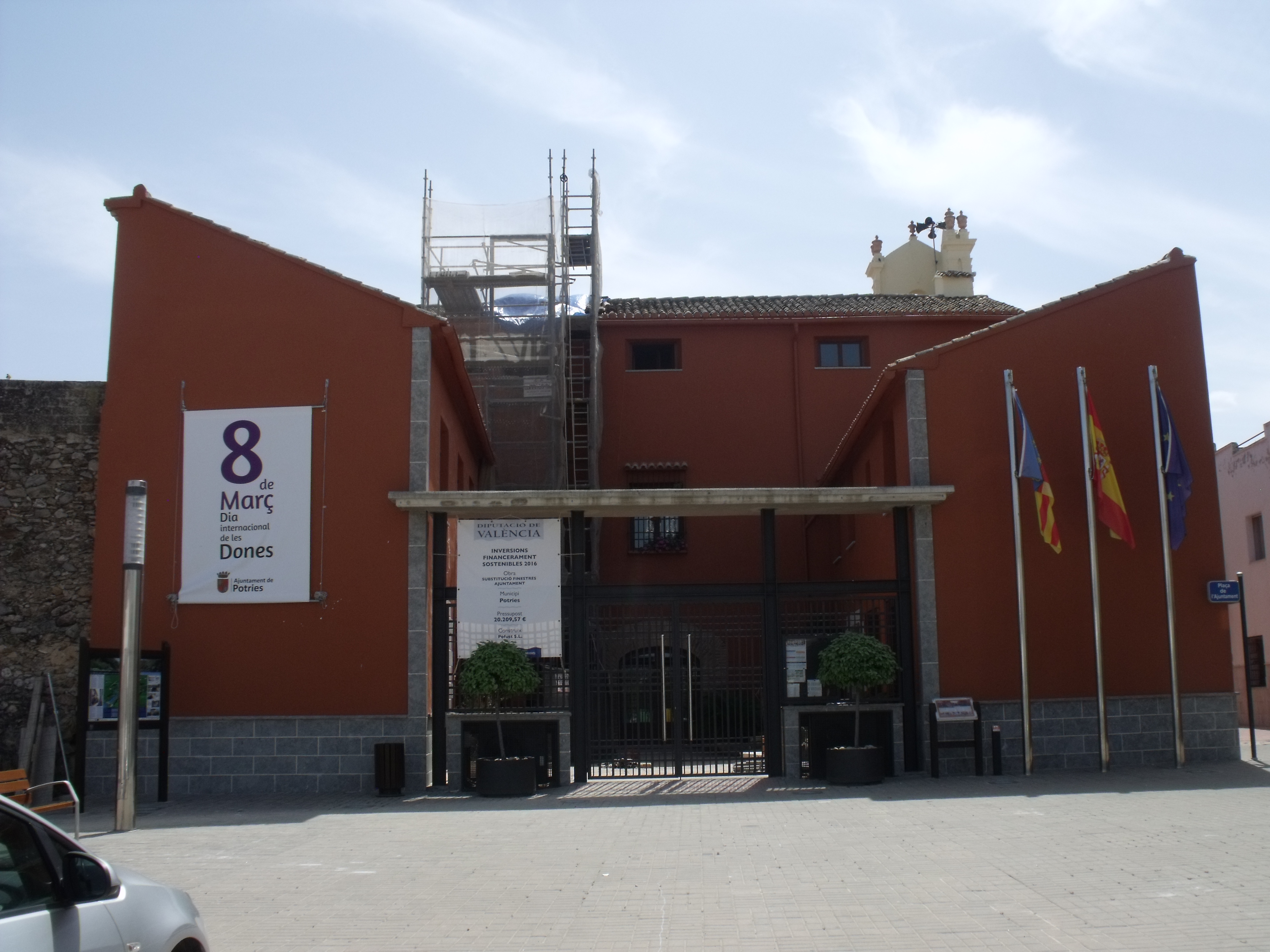
Rathaus